# Witlippige lipvis
De witlippige lipvis (Symphodus mediterraneus) is een straalvinnige vis uit de familie van de lipvissen (Labridae) en behoort derhalve tot de orde van de baarsachtigen (Perciformes). De vis kan een lengte bereiken van 18 cm. De hoogst geregistreerde leeftijd is acht jaar.

## Kenmerken
De vis heeft een smalle kop met puntige witachtige lippen waarbij de onderkaak korter is dan de bovenkaak. De kleur van het mannetje is roodachtig, paars of soms bruin en die van het vrouwtje bruin met verticale witte strepen. Beide geslachten bezitten een zwarte stip vóór de staartvin en een zwarte stip aan de basis van de borstvin. Deze is bij het vrouwtje bruin-, bij het mannetje goudomrand. De ogen zijn geelomrand. Mannetjes hebben daarnaast horizontale blauwe strepen op de buik en flanken en blauw-groene strepen op de kop.

## Leefomgeving
Symphodus mediterraneus is een zoutwatervis. Het hoofdverspreidingsgebied is de Middellandse Zee en de aangrenzende delen van de Atlantische Oceaan (Spaanse kust tot de Golf van Biskaje, de Madeira archipel en de Azoren). De soort is te vinden in ondiep water op zandbodems tussen rotsen, op dieptes tot 50 meter.
De soort staat op de Rode Lijst van de IUCN als niet bedreigd, beoordelingsjaar 2008.

## Relatie tot de mens
In de hengelsport speelt de vis geen rol van betekenis. De soort kan worden bezichtigd in sommige openbare aquaria.

## Synoniemen[3]
- Perca mediterranea Linnaeus, 1758
- Crenilabrus mediterraneus (Linnaeus, 1758)
- Lutjanus mediterraneus (Linnaeus, 1758)
- Crenilabrus boryanus Risso, 1827
- Lutjanus brunnichii Lacépède, 1802
- Crenilabrus brunnichii (Lacépède, 1802)
- Labrus coeruleovittatus Bonnaterre, 1788
- Lutjanus massiliensis Lacépède, 1802
- Crenilabrus nigrescens Risso, 1827
- Crenilabrus pictus Lowe, 1838
- Labrus pittima Rafinesque, 1810
- Labrus serpentinus Bonnaterre, 1788
- Labrus unimaculatus Gmelin, 1789